# Fiskestang
En fiskestang er et redskab til at fange fisk med.
Lystfiskere benytter fiskestænger; erhvervsfiskere bruger som regel fiskenet.
Selve fiskestangen består oftest af en stang, fabrikeret af hårdt, bøjeligt materiale. Herpå hænger en line med en fiskekrog, evt. med madding. Almindeligvis sidder linen fast i et fiskehjul, som giver mulighed for at gøre linen kortere eller længere.
Alle lystfiskere der dyrker lystfiskeri med fiskestang skal som hovedregel have et lystfisketegn, hvis vedkommende er mellem 18 og 65 år gammel.
 Der er for få eller ingen kildehenvisninger i denne artikel, hvilket er et problem. Du kan hjælpe ved at angive troværdige kilder til de påstande, som fremføres i artiklen.